# Matheus Borges
Matheus Borges Domingues (Americana (São Paulo), 22 januari 1992) is een Braziliaanse voetballer. Hij was onder contract van 2018 tot 2021 bij Royal Antwerp FC. Sinds medio 2021 zit hij zonder club.

## Carrière
Borges begon zijn jeugdcarrière bij Londrina EC. Hij brak in 2015 door in de A-kern, waar hij twee seizoenen speelde. In 2017 werd hij voor één seizoen gehuurd door het Belgische Royal Antwerp FC, dat hem het seizoen daarop definitief overnam. Hij speelde er vijf seizoenen waarin hij 48 keren speelde en vier goals maakte. In juni 2021 eindigde zijn contract. 